# 萍岛
萍岛，又称𬞟岛、萍洲、浮洲，白𬞟州岛，位于湖南永州城北8华里，潇水和湘江汇合的地方。
萍岛分为大岛与小岛，其中小岛上建有湖南四大书院之一的萍洲书院，小岛周长约为600米，面积约为0.6平方公里。该岛被宋代著名诗人米芾称之为“瑶台”仙境。相传萍岛有随水涨落之奇，被称作“萍洲春涨”（永州八景之一）。潇湘八景中的“潇湘夜雨”就是指萍岛。

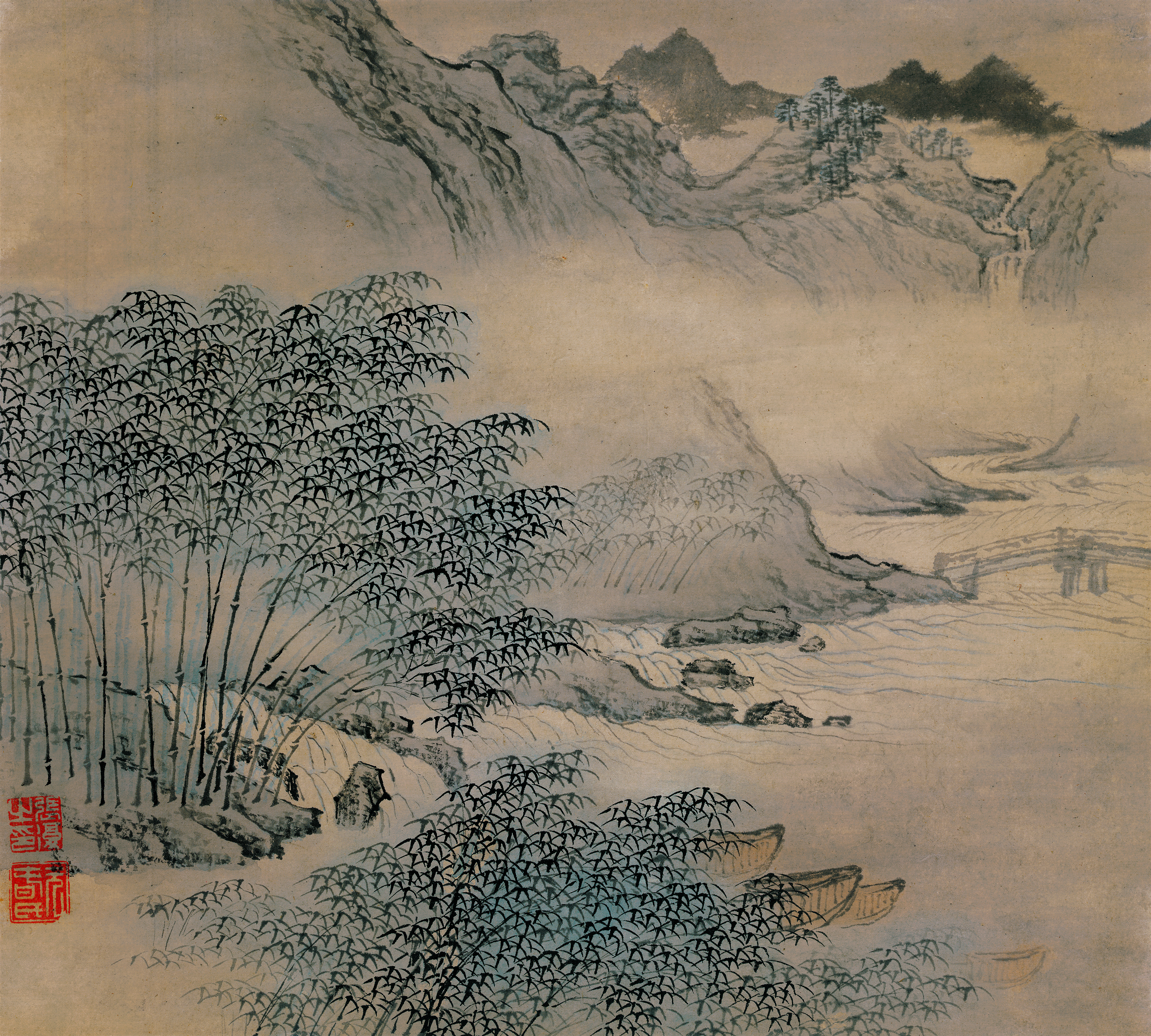
明代張復的畫作，描繪𬞟島上的“潇湘夜雨”

| 中文名   | 萍岛、蘋岛、蘋州、白蘋州     |
| 面积     | 约0.6平方公里                |
| 主要建筑 | 萍洲书院                     |
| 交通     | 潇水沿岸各码头有泊船往返岛上 |